# Anna Karenina-princippet
Anna Karenina-princippet (AKP) er et princip, som beskriver det forhold, at alle betingelser skal være opfyldt, før videnskabelig succes kan opnås. Svigter bare én af disse betingelser, så er forskningen ikke succesfuld.
Navnet bag princippet stammer fra Lev Tolstojs bog Anna Karenina. Bogen begynder med sætningen:
"Alle lykkelige familier ligner hinanden; men den ulykkelige familie er altid på sin egen måde ulykkelig."
Pointen med citatet er, at skal en familie gå op i en højere enhed, kræver det en stor mængde succesfulde faktorer. Fejler bare én af disse, vil familiens glæde være uopnåelig.